# (2981) Chagall
(2981) Chagall es un asteroide perteneciente al cinturón de asteroides, descubierto el 2 de marzo de 1981 por Schelte John Bus desde el Observatorio de Siding Spring, Nueva Gales del Sur, Australia.

## Designación y nombre
Designado provisionalmente como 1981 EE20. Fue nombrado Chagall en honor al pintor francés originario de Bielorrusia Marc Chagall.